# Andrómeda de pie y Perseo
Andrómeda de pie y Perseo  (en el original en francés, Andromède debout et Persée) es una pintura del pintor franco-suizo Félix Vallotton, creada en 1918 y conservada en una colección privada en Suiza. 
Un estudio a lápiz de Andrómeda se vendió en una subasta en Christie's en 2003. 

## Descripción
El tema está tomado de la mitología griega: se trata del rescate de la princesa Andrómeda por parte del héroe Perseo, quien derrota a un monstruo marino llamado Ceto. A lo largo de su vida, Vallotton revisó varias veces este episodio mitológico:  dos cuadros que representan a Andrómeda encadenada a la roca datan de 1918 y 1925, mientras que en 1910 el artista retrató el enfrentamiento entre el héroe y la criatura marina en Perseo matando al dragón, aunque se había tomado muchas libertades (el monstruo, por ejemplo, es un cocodrilo). 
También en este caso, como en muchas de las obras de temática mitológica del artista, existen obvias diferencias con las obras creadas en siglos anteriores.  Andrómeda no está encadenada, sino que está de pie, de perfil, e intenta llamar la atención de Perseo, que monta al alado Pegaso lanza en ristre y parece dividir en dos el cielo negro de fondo, revelando el azul que también cubre toda su figura.  La de Andrómeda se caracteriza por un color rosado muy brillante. Ceto es todo verde y no parece una criatura marina, sino más bien un híbrido con la parte delantera de toro y la de atrás de serpiente. El estilo pictórico y la ambientación tienen influencias expresionistas. 